# Чемпионат России по велоспорту 2012
 Чемпионат России по велоспорту 2012 — всероссийские соревнования, проводимые Федерацией велосипедного спорта России, по всем дисциплинам велоспорта в 2012 году.

## Трековые гонки

### Отдельные дисциплины

#### Многодневная групповая гонка
Соревнование проводилось с 12 по 16 января 2012 года в Санкт-Петербурге на велотреке «Локосфинкс». Чемпион определился по сумме очков набранных на 8-ми гонках: гит 250 м с ходу (2 гонки), гит 500 м с ходу, индивидуальная гонка преследования, групповая гонка по очкам (4 гонки).
| Пол     | Золото                                                   | Серебро                                                                   | Бронза                                                        |
| Мужчины | Виктор Манаков (Москва, РусВело УОР№ 2-Динамо) — 72 очка | Алексей Куньшин (Санкт-Петербург, ШВСМ «Локомотив» — Удмуртия) — 56 очков | Вадим Журавлев (Санкт-Петербург, ШВСМ «Локомотив») — 45 очков |
| Женщины | Анастасия Чулкова (Тула, «Динамо») — 75 очков            | Александра Чекина (Петергоф, СДЮШОР) — 56 очков                           | Тамара Балаболина (Пенза, Локомотив ЦСКА — СГУОР) — 45 очков  |

#### Первенство в гите
- Соревнование проводилось с 6 по 10 февраля 2012 года в Санкт-Петербурге на велотреке «Локосфинкс».

##### Мужчины
| Дисциплина         | Золото                                                      | Серебро                                                            | Бронза                                                        |
| Гит 200 м с ходу   | Никита Шуршин (Москва, РусВело УОР№ 2-Динамо) — 10,247      | Сергей Жильский (Сестрорецк, СДЮСШОР им. В. Коренькова) — 10,462   | Сергей Литвиненко (Тула, ШВСМ, СДЮШОР, СГАФКСТ, «Д») — 10,523 |
| Гит 250 м с места  | Кирилл Филатов (Москва, «Юность Москвы» — УОР № 2) — 18,352 | Алексей Ткачев (Пенза, Локомотив СГАФКСТ) — 18,572                 | Никита Шуршин (Москва, РусВело УОР№ 2-Динамо) — 18,583        |
| Гит 1000 м с места | Александр Дубченко (Тула, ШВСМ, ДЮСШ № 8, «Д») — 1.05,087   | Сергей Жильский (Сестрорецк, СДЮСШОР им. В. Коренькова) — 1.05,559 | Алексей Ткачев (Пенза, Локомотив СГАФКСТ) — 1.05,658          |

##### Женщины
| Дисциплина        | Золото                                                      | Серебро                                                       | Бронза                                                      |
| Гит 200 м с ходу  | Виктория Баранова (Пенза, Локомотив ЦСКА, СГАФКСТ) — 11,243 | Елена Брежнива (Тула, ШВСМ, СГАФКСТ, Динамо, СДЮШОР) — 11,485 | Ольга Худенко (Москва, «Юность Москвы») — 10,523            |
| Гит 250 м с места | Ольга Худенко (Москва, «Юность Москвы») — 20,342            | Лидия Плужникова (Москва, УОР № 2 — Динамо) — 20,378          | Тамара Балаболина (Пенза, Локомотив ЦСКА — СГУОР) — 20, 667 |

- Гит 500 м с ходу проводился с 4 по 6 июня 2012 года в Туле.
- Гит 1000 м с ходу парами проводился с 25 по 30 июня 2012 года в Пензе.

#### Спринтерский омниум
Соревнование проводилось с 28 по 30 сентября 2012 года в Москве на велотреке «Крылатское».

### Зимний чемпионат России
Соревнование проводилось с 21 по 26 января 2012 года в Санкт-Петербурге на велотреке «Локосфинкс».

#### Мужчины
| Дисциплина                                          | Золото                                                                                               | Серебро | Бронза                                                                   |
| Индивидуальная гонка преследования, 4000 м          | Сергей Шилов (Санкт-Петербург, «Локомотив» — УДМ ЦСКА)                                               | Кирилл Свешников (Санкт-Петербург, ШВСМ «Локомотив»)                                                                          | Максим Козырев (Санкт-Петербург, ШВСМ «Локомотив»)                       |
| Гонка по очкам 120 кругов, 12 промежуточных финишов | Павел Карпенков (Санкт-Петербург — Псков, «Локомотив») — 65 очков                                    | Кирилл Свешников (Санкт-Петербург, ШВСМ «Локомотив») — 65 очков                                                               | Алексей Куньшин (Санкт-Петербург, ШВСМ «Локомотив» — Удмуртия) — 64 очка |
| Групповая гонка с выбыванием последнего             | Кирилл Свешников (Санкт-Петербург, ШВСМ «Локомотив»)                                                 | Роман Ивлев (Санкт-Петербург, ШВСМ «Локомотив»)                                                                               | Иван Савицкий (Москва, «РусВело» МГФСО-Динамо)                           |
| Скретч                                              | Алексей Куньшин (Санкт-Петербург, ШВСМ «Локомотив» — Удмуртия)                                       | Кирилл Свешников (Санкт-Петербург, ШВСМ «Локомотив»)                                                                          | Михаил Антонов (Санкт-Петербург, ШВСМ «Локомотив» — Удмуртия)            |
| Мэдисон 160 кругов, 8 промежуточных финишов         | Кирилл Свешников (Санкт-Петербург, ШВСМ «Локомотив») Роман Ивлев (Санкт-Петербург, ШВСМ «Локомотив») | Алексей Куньшин (Санкт-Петербург, ШВСМ «Локомотив» — Удмуртия) Дмитрий Соколов (Санкт-Петербург, ШВСМ «Локомотив» — Удмуртия) | Кирилл Яцевич (МГФСО — «Катюша») Кирилл Баранов (МГФСО — «Катюша»)       |

#### Женщины
| Дисциплина                                          | Золото                                            | Серебро                                                         | Бронза                                                    |
| Индивидуальная гонка преследования, 3000 м          | Анастасия Чулкова (Тула, «Динамо») — 3:46,378     | Лидия Малахова (Москва, «Юность Москвы» — «РусВело») - 3:50,895 | Мария Мишина (Москва, МГФСО «Динамо») - 3:47,396          |
| Гонка по очкам 100 кругов, 10 промежуточных финишов | Анастасия Чулкова (Тула, «Динамо») — 25 очков     | Оксана Козончук (Тула — Воронеж, «Динамо») — 20 очков           | Галина Стрельцова (Москва, УОР № 2 — «Динамо») — 12 очков |
| Групповая гонка с выбыванием последнего             | Александра Чекина (Петергоф, СДЮШОР)              | Елена Личманова (Москва, «Юность Москвы»)                       | Оксана Козончук (Тула — Воронеж, «Динамо»)                |
| Скретч                                              | Тамара Балаболина (Пенза, Локомотив ЦСКА — СГУОР) | Анастасия Чулкова (Тула, «Динамо»)                              | Оксана Козончук (Тула — Воронеж, «Динамо»)                |

### Основной чемпионат России
Соревнование проводились с 5 по 11 октября 2012 года в Санкт-Петербурге на велотреке «Локосфинкс».

## Шоссейные гонки

### Олимпийские виды
Соревнования проводились с 22 по 24 июня 2012 года в Чебоксарах.

### Гонки в гору
Чемпион определился по сумме очков, набранных на 4 горных этапах: 1 этап — Пицунда (15—18.03), 2 этап — Пицунда (23—25.03), 3 этап — Ижевск (5—10.06), 4 этап — Чебоксары (28.06).

### Гонка — критериум
Чемпион определился по сумме очков, набранных на 4 горных этапах: 1 этап — Пицунда (1—4.03), 2 этап — Пицунда (9—11.03), 3 этап — Ижевск (15—17.06), 4 этап — Тверь (8—12.08).

### Командная и парная гонка
Соревнования проводились с 3 по 6 сентября 2012 года в Белореченске.

### Многодневная гонка
Гонка проводилась с 22 сентября по 6 октября 2012 года в Майкопе.